# Shadow in the Cloud
Pour plus de détails, voir Fiche technique et Distribution.
Shadow in the Cloud (littéralement « L'ombre dans les nuages ») est un film d'action horrifique américano-néo-zélandais coécrit et réalisé par Roseanne Liang, sorti en 2020.
Il est présenté au festival international du film de Toronto 2020, où il obtient le « prix du public Midnight Madness ».

## Synopsis

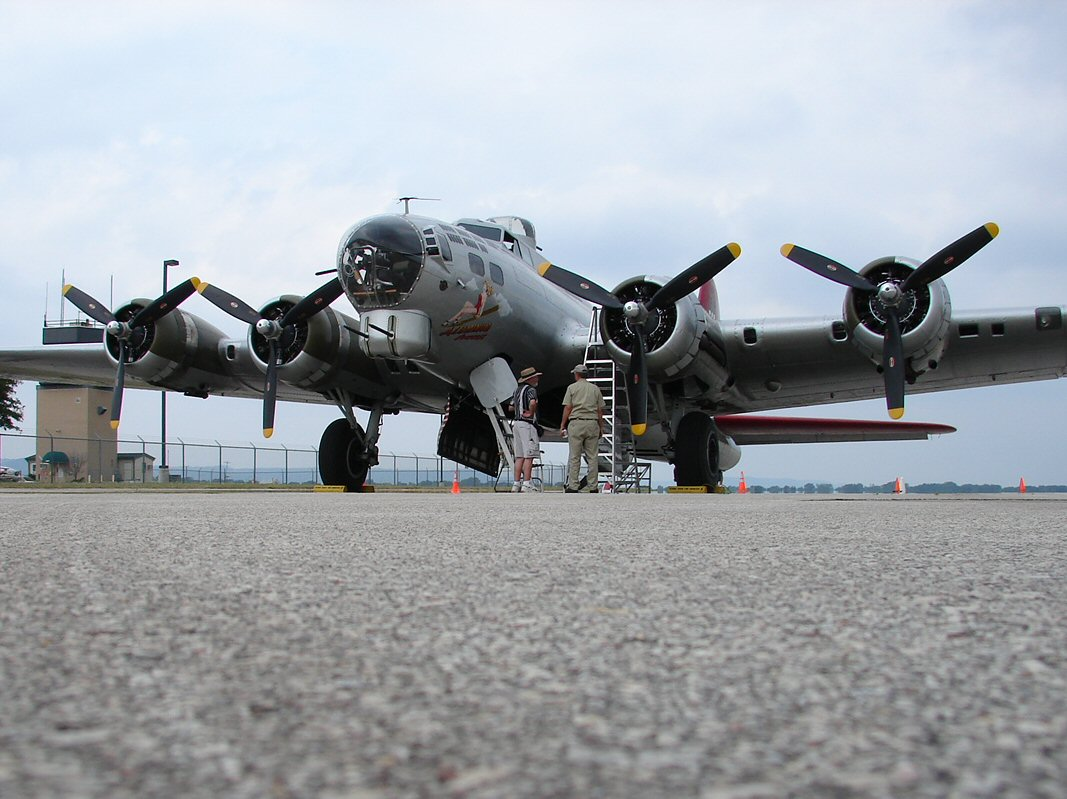
un Boeing B-17 Flying Fortress

Alors que la Seconde Guerre mondiale bat son plein, en Nouvelle-Zélande, la jeune Maude Garrett embarque à bord d'un bombardier Boeing B-17 Flying Fortress. Elle est chargée du transport de documents top secret qu'elle doit emmener à Samoa. Outre la menace des puissances de l'Axe, le danger vient aussi de l'intérieur. À bord de l'appareil, Maude et les soldats vont devoir affronter une mystérieuse créature particulièrement agressive.

## Fiche technique
Sauf indication contraire, les informations mentionnées dans cette section peuvent être confirmées par la base de données cinématographiques IMDb,  présente dans la section « Liens externes ».
- Titre original et français : Shadow in the Cloud
- Réalisation : Roseanne Liang
- Scénario : Max Landis et Roseanne Liang
- Musique : Mahuia Bridgman-Cooper
- Direction artistique : Mark Stephen
- Décors : Gary Mackay
- Costumes : Kristin Seth
- Photographie : Kit Fraser
- Montage : Tom Eagles
- Production : Fred Berger, Tom Hern, Brian Kavanaugh-Jones et Kelly McCormick,

Coproduction : Alexander Borgers et Belindalee Hope,
Production déléguée : Jean-Luc De Fanti, Terry Dougas, Paris Kassidokostas-Latsis, Annie Marter et Sandra Yee Ling
- Sociétés de production : Four Knights Film et Rhea Films
- Sociétés de distribution : Vertical Entertainment / Redbox Entertainment
- Pays d'origine :  États-Unis /  Nouvelle-Zélande
- Langue originale : anglais
- Format : couleur - 2.39:1
- Genres : action, horreur, fantastique, guerre
- Durée : 83 minutes
- Dates de sortie [1] :
  - Canada : 12 septembre 2020 (Festival international du film de Toronto)
  - États-Unis : 1er janvier 2021 (en VOD)
  - Nouvelle-Zélande : 4 février 2021
  - France : 15 avril 2021 (DVD)

## Distribution
- Chloë Grace Moretz (VF : Nastassja Girard) : Maude Garrett
- Nick Robinson : Stu Beckell
- Callan Mulvey : le capitaine John Reeves
- Taylor John Smith : Walter Quaid
- Beulah Koale : Anton Williams
- Benedict Wall : Tommy Dorn
- Joe Witkowski : Bradley Finch
- Byron Coll : Terrence Taggart

## Production

### Genèse et développement
En janvier 2019, on annonce que Chloë Grace Moretz rejoint un film, réalisé par Roseanne Liang et écrit par Max Landis. En avril 2019, Chloë Grace Moretz annonce que le script a subi plusieurs réécritures. En raison d'accusations de harcèlement sexuel, Max Landis n'est pas conservé comme scénariste et producteur. Cependant, en raison des règles de la Writers Guild of America, il reste crédité au générique,,. Nick Robinson rejoint ensuite le film.

### Tournage
Le tournage a lieu en Nouvelle-Zélande, notamment à Auckland, en juin 2019.

## Accueil
Le film reçoit des critiques partagées. Sur l'agrégateur américain Rotten Tomatoes, il récolte 74 % d'opinions favorables pour 39 critiques et une note moyenne de 6⁄10. Sur Metacritic, il obtient une note moyenne de 63⁄100 pour 9 critiques.

## Distinction
- Festival international du film de Toronto 2020 : « prix du public Midnight Madness »[12]